# Lambersart
Lambersart é uma comuna francesa na região administrativa de Altos da França, no departamento do Norte. Estende-se por uma área de 6.16 km². Em 2010 a comuna tinha 27 846 habitantes (densidade: 4 520,5 hab./km²).